# Ortalis vetula
Il ciacialaca disadorno (Ortalis vetula (Wagler, 1830)) è un uccello galliforme della famiglia dei Cracidi, diffuso in Texas e Messico.

## Distribuzione e habitat
Il suo habitat naturale sono le foreste e le boscaglie pluviali fra il Texas meridionale e il Messico.

## Biologia
Il ciacialaca deriva il suo nome particolare dal suono che emette gridando, amplificato dalla sua lunga trachea. Vive in gruppi, che trascorrono la maggior parte del loro tempo sui rami degli alberi. Raramente questi uccelli scendono a terra e solo alla ricerca di cibo: si nutrono di tutto ciò che trovano sugli alberi, bacche, frutti, foglie, mentre quando scendono a terra mangiano piccoli arbusti e invertebrati. Dopo l'accoppiamento, la femmina depone in un nido tre o più uova, che entrambi i genitori covano.